# Percolozoa
Percolozoa è un gruppo di organismi eucarioti eterotrofi appartenenti al supergruppo Excavata.

## Caratteristiche
La maggior parte dei Percolozoi si trovano come batterivori nel suolo, acqua dolce e occasionalmente nell'oceano. L'unico membro di questo gruppo che è infettivo per l'uomo è Naegleria fowleri, l'agente causale della meningoencefalite amebica primaria, malattia spesso fatale. Il gruppo è strettamente legato al clade Euglenozoa, e condivide con loro l'insolita caratteristica di avere mitocondri con cristae discoidi. La presenza di una scanalatura ventrale di alimentazione nello stadio flagellato, così come altre caratteristiche, suggerisce che fanno parte del gruppo Excavata.
Lo stadio ameboide è approssimativamente cilindrico, in genere di circa 20-40 μm di lunghezza. Sono tradizionalmente considerati amebe lobose, ma non sono legati agli altri, e a differenza di loro, non formano veri pseudopodi lobosi. Invece, avanzano da onde eruttive, dove i rigonfiamenti emisferici appaiono dal margine anteriore della cellula. Lo stadio flagellato è leggermente più piccolo, con due o quattro flagelli anteriori alla scanalatura di alimentazione.
Di solito, la forma ameboide viene assunta quando il cibo è abbondante, e la forma flagellata viene utilizzata per la locomozione rapida. Tuttavia, non tutti i membri sono in grado di assumere entrambi i moduli. I generi Percolomonas, Lyromonase Psalteriomonas sono conosciuti solo come flagellati, mentre Vahlkampfia, Pseudovahlkampfiae la maggior parte degli acrasidi non hanno stadi flagellati. In condizioni sfavorevoli, gli acrasidi si aggregano per formare sporangia. Questi sono superficialmente simili agli sporangia dei dictyostelidi, ma le amebe si aggregano solo come individui o in piccoli gruppi e non muoiono per formare il gambo.